# Evangelische Kirche (Obernitz)

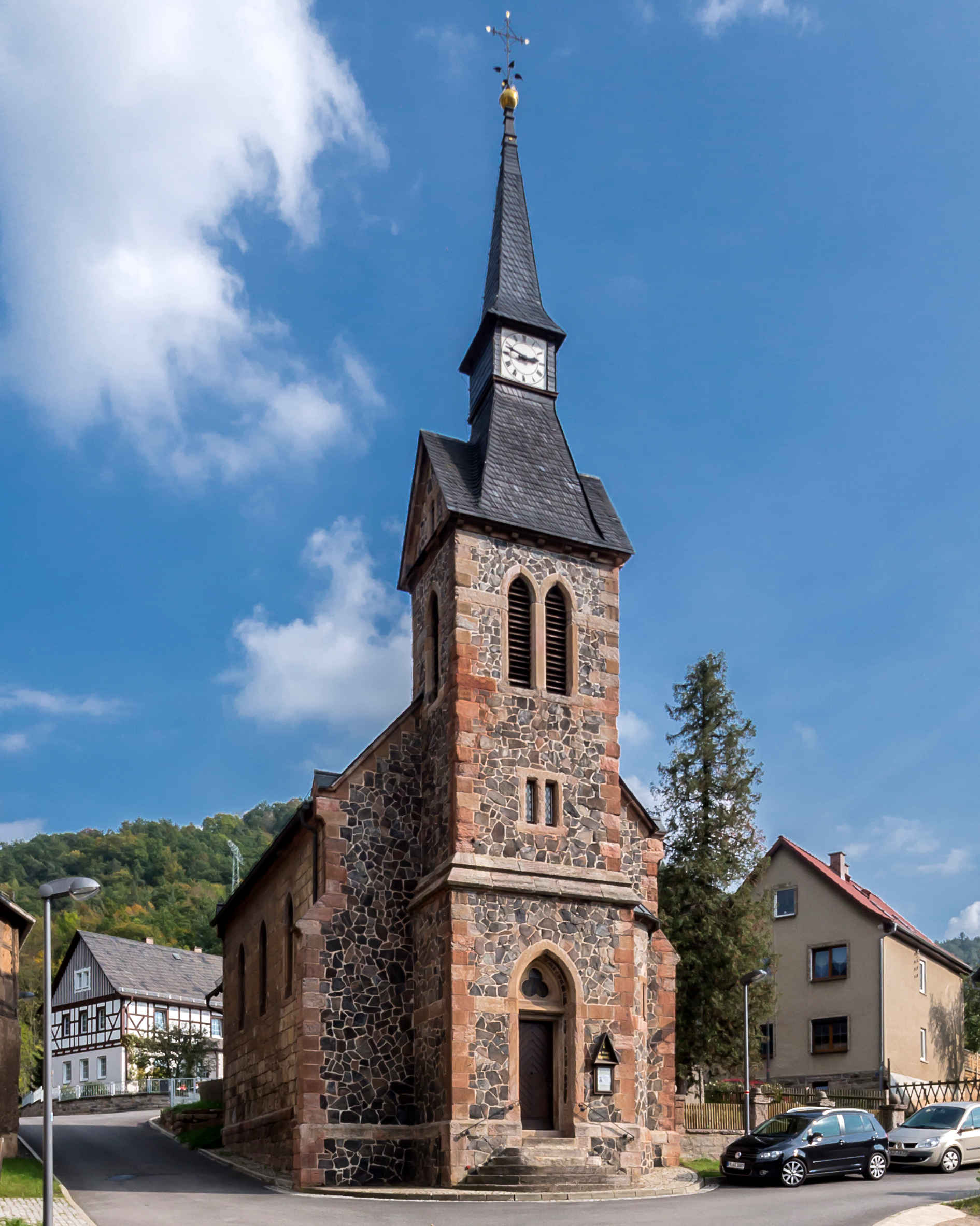
Evangelische Kirche Obernitz

Die evangelisch-lutherische, denkmalgeschützte Kirche Obernitz steht in Obernitz, einem Stadtteil der Stadt Saalfeld/Saale im Landkreis Saalfeld-Rudolstadt in Thüringen. Die Kirchengemeinde Obernitz gehört zum Pfarrbereich Kaulsdorf-Hohenwarte im Kirchenkreis Rudolstadt-Saalfeld der Evangelischen Kirche in Mitteldeutschland.

## Beschreibung
Ursprünglich besaß Obernitz eine spätromanische Kirche aus dem 12. Jahrhundert. An den rechteckigen eingezogenen Chor schloss sich östlich eine Apsis an, nach deren Abbruch der Chorbogen als jetzige Ostwand zugemauert wurde. Vom Umbau am Ende des 15. Jahrhunderts rührt das kleine, giebelförmig überdeckte Sakramentshaus innen an der Ostseite des Chors her. Der Chor blieb weitgehend erhalten. Späteren Jahrhunderten verdankt die Kirche mancherlei Umgestaltungen bzw. Verunstaltungen.
Von 1781 stammen die Holzbalkendecken über Chor und Langhaus, die rechteckigen Fenster an der Nordseite des Langhauses stellen Erweiterungen der romanischen, an gleicher Stelle befindlichen Fenster dar. Bei dem größeren Rundbogenfenster an der Südseite des Langhauses handelt es sich um die Erweiterung eines spätgotischen Fensters, beim großen Rundbogenfenster an der Südseite in der Mitte um ein im 16. Jahrhundert angelegtes Portal, das im 18. Jahrhundert bis auf die Fensteröffnung zugemauert wurde.

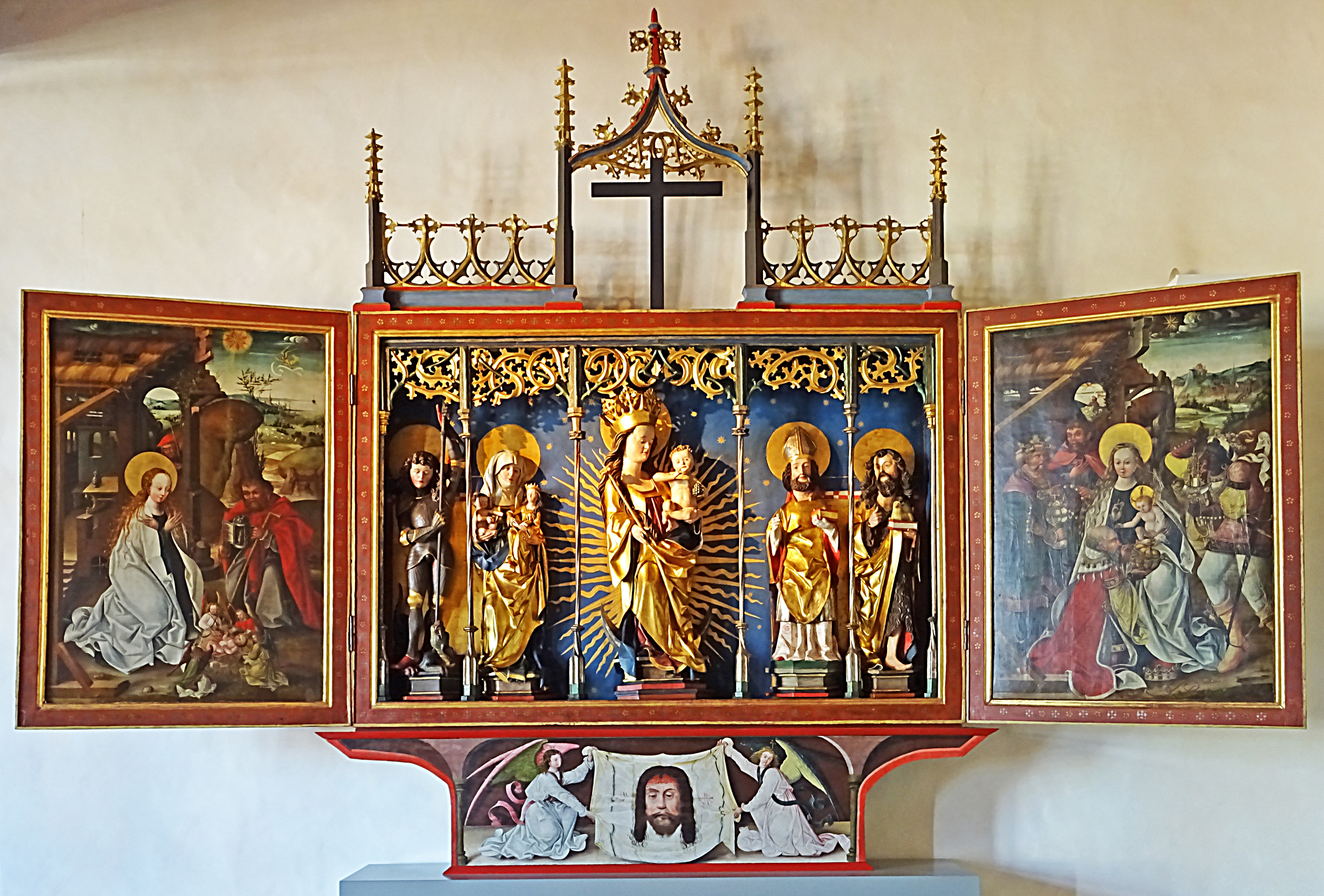
Marienaltar aus Saalfelder Schule

1671 erhielt die Kirche einen neuen Kirchturm an der Ostseite. 1781 wurde sie erneut bei den Portalen, Fenstern und Decken verändert. In den folgenden Jahren gefährdeten Baumängel das Gebäude. Das Fehlen finanzieller Mittel verzögerte jedoch eine Reparatur bzw. einen Neubau. Durch den Verkauf des geschnitzten Marienaltars von 1505 aus der Saalfelder Schule an Herzog Bernhard II. und die Finanzierungshilfe des Kirchenpatrons konnte 1890 mit Umbau begonnen werden.
Der Kirchturm an der Ostseite wurde aus Natursteinmauerwerk auf querrechteckigem Grundriss erneuert. Er erhielt ein schiefergedecktes Satteldach, auf dessen Vorderseite sich ein Dachreiter erhebt. Das Langhaus wurde in großen Teilen aus Natursteinmauerwerk neu erbaut und der Innenraum mit neugotischen Elementen ausgestaltet. Für die Innenausstattung der Kirche lieferte Holzbildhauer Gustav Kuntzsch, Wernigerode, den Altar, die Kanzel und das Gestühl. 1891 wurde die Kirche geweiht.
Zur Kirchenausstattung gehören ein Abendmahlskelch von 1350 und eine Taufkanne in Form eines Humpen von 1704.
Die Orgel mit 8 Registern, verteilt auf 2 Manuale und Pedal, wurde 1891 von Carl Lösche aus Rudolstadt eingebaut.
Lange Zeit diente die Kirche als Begräbnisstätte der Obernitzer Adelsfamilie.
Der Marienaltar steht jetzt im Stadtmuseum Saalfeld.